# Ego Nwodim
Egobunma Kelechi Nwodim, född 10 mars 1988 i Baltimore i Maryland, är en amerikansk komiker och skådespelare. Hon har varit en del av ensemblen i sketchprogrammet Saturday Night Live sedan 2018.

## Biografi
Nwodims föräldrar är av nigeriansk härkomst och hon är kusin med den engelske fotbollsspelaren Eberechi Eze. Hon studerade biologi vid University of Southern California (USC) och avlade en kandidatexamen innan hon började fokusera på komedi och skådespeleri. Nwodim började studera improvisationsteater vid Upright Citizens Brigade Theatre (UCB) i Los Angeles och skrev enmansföreställningen Great Black Women…And Then There’s Me. Hon gjorde sig ett namn inom branschen vilket ledde till att producenten Lorne Michaels bad henne att provspela för Saturday Night Live. Nwodim blev en del av ensemblen 2018.